# Толмачёв, Юрий Александрович
Ю́рий Алекса́ндрович Толмачёв (1 мая 1923, Краснодар, РСФСР, СССР — 6 апреля 2014, Москва, Российская Федерация) — советский деятель спецслужб, начальник Войск правительственной связи КГБ СССР (1973—1985), генерал-лейтенант в отставке, лауреат Государственных премий СССР.

## Биография
Родился в семье врача. В 1940 году поступил в Московский энергетический институт.
Участник Великой Отечественной войны.
Продолжил образование в Московском институте инженеров связи, Военной академии связи в Ленинграде, которую он окончил в 1945 г.
- 1945—1948 гг. — на военных предприятиях связи, занимал должности начальника цеха, отдела технического контроля и начальника технического отдела,
- 1948—1959 гг. — в Центральном аппарате начальника войск связи Министерства обороны СССР: старший офицер, начальник отделения и начальник отдела производственных предприятий войск,
- 1960—1962 гг. — руководитель военного представительства войск связи в промышленности,
- 1962—1968 гг. — начальник отдела разработки и организации производства специальной аппаратуры автоматической защиты информации,
- 1968—1970 гг. — заместитель председателя Научно-технического комитета войск связи,
- 1970—1973 гг. — заместитель начальника,
- 1973—1985 гг. — начальник Управления Войск правительственной связи КГБ при Совете Министров СССР. При его участии в 1972 г. была завершена разработка концептуальной системы развития правительственной связи, включающей 12 взаимоувязанных подсистем.

В январе 1986 года был уволен в запас.
В дальнейшем — заместитель министра связи СССР — заместитель председателя Межведомственного координационного совета (с 1992 г. — заместитель министра связи Российской Федерации-заместитель председателя Государственной комиссии электросвязи при Министерстве связи РФ).
С 1997 года — советник Министерства связи и информатизации РФ.

## Награды и звания
Награждён орденами Октябрьской Революции, Отечественной войны I степени, двумя орденами Трудового Красного Знамени, орденами Красной Звезды, «За службу Родине в Вооружённых силах СССР», нагрудный знак «Почётный сотрудник госбезопасности», 6 иностранных орденов и 30 медалей.
Лауреат Государственных премий СССР.